# Boreča
Boreča (mađarski: Borháza, njemački: Sankt Anna), naselje u slovenskoj Općini Gornjim Petrovcima. Boreča se nalazi u pokrajini Prekomurju i statističkoj regiji Pomurju. U mjestu se rodio Jožef Ficko,  gradišćanskohrvatski pisac slovenskog podrijetla.

## Stanovništvo
Prema popisu stanovništva iz 2002. godine naselje je imalo 106 stanovnika.